# Eleição municipal de Guarulhos em 2000
A eleição municipal de Guarulhos ocorreu no dia 1º de outubro de 2000 para a eleição de 1 (um) prefeito, 1 (um) vice-prefeito para a administração da cidade.
No primeiro turno nenhum candidato a cargo majoritário alcançou a maioria absoluta dos votos válidos. Elói Pietá, do PT, ficou em primeiro lugar com 42,56% dos votos, seguida do então mandatário, Jovino Cândido, do PV, com 28,10% dos votos.
O segundo turno aconteceu no dia 29 de outubro de 2000. Pietá se elegeu com 50,13% dos votos, vencendo o então mandatário, Jovino Cândido (PV).

## Candidatos
| Nº | Prefeito(a)  | Prefeito(a)                                      | Prefeito(a) | Vice Prefeito(a) | Vice Prefeito(a) | Vice Prefeito(a)                                            | Vice Prefeito(a) | Coligação                                                                                             |
| Nº | Candidato(a) | Candidato(a)                                     | Partido     | P.               | Candidato(a)     | Candidato(a)                                                | Partido          | Coligação                                                                                             |
| -- | ------------ | ------------------------------------------------ | ----------- | ---------------- | ---------------- | ----------------------------------------------------------- | ---------------- | --- |
| 13 |              | Elói Pietá (Elói Alfredo Pietá)                  | PT          |                  |                  | Profª Eneide (Eneide Maria Moreira de Lima)                 | PT               | Aliança para Mudar Guarulhos - PT - PSTU - PSB - PCdoB                                                |
| 14 |              | Paschoal Thomeu                                  | PTB         |                  |                  | Sandra Regina Mudalen (Sandra Regina Carbone Tadeu Mudalen) | PMDB             | Novos Rumos - PPB - PTB - PMDB - PSL - PTN - PFL - PAN - PRTB - PMN - PRN - PSD - PRP - PRONA - PTdoB |
| 18 |              | Néfi Tales                                       | PST         |                  |                  | Mário de Freitas Junior                                     | PST              | Sem Coligação (Partido Social Trabalhista)                                                            |
| 20 |              | Celsa Gonzales (Celsa Vilacha Gonzales Cardillo) | PSC         |                  |                  | Severino Monteiro (Severino Monteiro de Aquino)             | PSC              | Sem Coligação (Partido Social Cristão)                                                                |
| 21 |              | Dona Betty (Betty Devid de Sousa Peres)          | PCB         |                  |                  | Cláudio Avila                                               | PCB              | Sem Coligação (Partido Comunista Brasileiro)                                                          |
| 23 |              | Altamir Vaz                                      | PPS         |                  |                  | Wilson Loureço Junior (Wilson José Lourenço Junior)         | PPS              | Sem Coligação (Partido Popular Socialista)                                                            |
| 31 |              | João Leite (João Luiz Leite)                     | PHS         |                  |                  | Francisco Pinheiro (Francisco Gomes Pinheiro Neto)          | PHS              | Sem Coligação (Partido Humanista da Solidariedade)                                                    |
| 43 |              | Jovino Cândido (Jovino Cândido da Silva)         | PV          |                  |                  | José Winter                                                 | PSDB             | Frente Popular de Guarulhos - PV - PSDB - PSDC - PL - PDT                                             |

## Desistências
| Nº | Prefeito(a)  | Prefeito(a)   | Prefeito(a) | Vice Prefeito(a) | Vice Prefeito(a) | Vice Prefeito(a)   | Vice Prefeito(a) | Coligação     |
| Nº | Candidato(a) | Candidato(a)  | Partido     | P.               | Candidato(a)     | Candidato(a)       | Partido          | Coligação     |
| -- | ------------ | ------------- | ----------- | ---------------- | ---------------- | ------------------ | ---------------- | ------------- |
| 21 |              | Marina Angelo | PCB         |                  |                  | Eisenhower Cursino | PCB              | Sem Coligação |

## Resultados

### Primeiro Turno
| Partido | Partido | Candidato | Votos   | Votos (%) |
| ------- | ------- | --------- | ------- | --------- |
|         | PT      | Pietá     | 174 020 | 42,56%    |
|         | PV      | Cândido   | 114 921 | 28,1%     |
|         | PTB     | Thomeu    | 107 668 | 26,33%    |
|         | PPS     | Altamir   | 7 275   | 1,78%     |
|         | PSC     | Vilacha   | 2 619   | 0,64%     |
|         | PCB     | Peres     | 1 030   | 0,25%     |
|         | PST     | Néfi      | 736     | 0,18%     |
|         | PHS     | Leite     | 651     | 0,16%     |
| Totais  | Totais  | Totais    | 408 920 |           |

### Segundo Turno
| Partido | Partido | Candidato | Votos   | Votos (%) |
| ------- | ------- | --------- | ------- | --------- |
|         | PT      | Pietá     | 213 838 | 50,13%    |
|         | PV      | Cândido   | 212 731 | 49,87%    |
| Totais  | Totais  | Totais    | 426 569 |           |